# Jens Böhrnsen
Jens Böhrnsen (Bremen, 12 juni 1949) is een Duits SPD-politicus. Hij was tussen 2005 en 2015 burgemeester en senaatspresident van de Vrije Hanzestad Bremen. Van 1 november 2009 tot en met 31 oktober 2010 was hij tevens voorzitter van de Duitse Bondsraad. Wegens deze functie was hij van 31 mei 2010 tot 30 juni 2010 waarnemend staatshoofd, na het aftreden van Horst Köhler.

## Achtergrond
Böhrnsen werd geboren in het Bremer stadsdeel Gröpelingen. Zijn lagereschooltijd doorliep hij in Bremen-Walle, en zijn Abitur volgde hij tot 1968 aan het Waller Ring-Gymnasium in Bremen. Van 1968 tot 1973 studeerde hij rechten te Kiel. Hij legde in 1973 zijn eerste (in Kiel) en in 1977 zijn tweede staatsexamen (in Hamburg) af. Tussentijds, van 1974 tot 1975 had hij zijn vervangende dienstplicht vervuld. In 1977-78 liep hij korte tijd stage bij het Bremer bestuur, en van 1978 tot 1995 was bij rechter bij de bestuurlijke rechtbank van Bremen.
Sinds 1967 is Böhrnsen SPD-lid. Hij was ook lid van de ÖTV (=de vakbond "Gewerkschaft Öffentliche Dienste, Transport und Verkehr"), die in 2001 in het overkoepelende ver.di (=de vakbond "Vereinte Dienstleistungsgewerkschaft") opging, en waarvan hij nog lid is. Hij is eveneens lid van de Arbeiterwohlfahrt (=een sociale organisatie van de SPD) en de Deutsch-Israelischen Gesellschaft.
Vanaf 8 juni 1995 zat hij in de Bremer Bürgerschaft (deelstaatparlement), waar hij van 1999 tot oktober 2005 voorzitter was van de SPD-fractie.
Böhrnsen is vader van twee volwassen zoons uit zijn eerste huwelijk. Zijn tweede echtgenote is in 2007 aan een hersenbloeding overleden.

## Burgemeester
Toen regerend burgemeester Henning Scherf (eveneens SPD) in september 2005 na tien jaar onverwacht zijn ontslag nam, stelde Böhrnsen zich kandidaat. Ook Willi Lemke, senator voor onderwijs, stelde zich kandidaat. Bij een referendum op 15 oktober onder de SPD-leden kon Böhrnsen zich met 72 tegen 27 procent van de stemmen als SPD-kandidaat voor het burgemeesterschap verkiesbaar stellen.
Op 8 november 2005 werd Böhrnsen door de Bremer Bürgerschaft tot nieuwe burgemeester verkozen. Hij was de zevende regeringsleider van Bremen sinds de Tweede Wereldoorlog. Net als zijn voorganger Scherf nam hij ook de functies van senator voor justitie, kerkelijke aangelegenheden en gegevensbescherming (privacy) op zich.
Böhrnsen werd met 62 stemmen tegen 19 verkozen. Er waren geen onthoudingen. Daar de regerende SPD-CDU-coalitie over 69 van de 83 zetels in het deelstaatparlement beschikte, en 2 CDU-coalitieleden wegens ziekte bij de stemming afwezig waren, moeten minstens 5 vertegenwoordigers van de meerderheid tegen de nieuwe chef gestemd hebben.
Na twee volledige termijnen als burgemeester te hebben gediend, leed de SPD bij de parlementsverkiezingen in mei 2015 zes zetels verlies. Hierop kondigde Böhrnsen zijn aftreden aan. Hij werd in juli 2015 opgevolgd door Carsten Sieling.

## Waarnemend staatshoofd
Nadat Horst Köhler op 31 mei 2010 zijn functie als bondspresident neerlegde, werd Böhrnsen als voorzitter van de Bondsraad waarnemend staatshoofd van Duitsland. Op 30 juni van dat jaar werd Christian Wulff als de nieuwe bondspresident benoemd.
- Gemeinsame Normdatei: 1034697420
- International Standard Name Identifier: 0000 0004 0827 6749
- Virtual International Authority File: 300923714
- WorldCat: E39PBJj8W88BwBmrVHXCdgqvpP